# Породична кућа Николе Несторовића у Београду
Породична кућа Николе Несторовића се налази у Београду, у улици Кнеза Милоша 40, представља непокретно културно добро као споменик културе. Кућу је за потребе становања, 1903. године, пројектовао, изградио и у њој живео и радио архитекта и професор универзитета Никола Несторовић (1868—1957).

## Архитектура куће
Зграда представља ретко сачувани примерак породичне куће која одражава веома висок степен стамбене културе у развоју српског грађанског друштва на почетку 20. века. По својој просторној композицији и унутрашњој декорацији, кућа, централног решења тротрактне основе са подрумом, приземљем и поткровљем, чини јединство са симетрично конципираним вртом. Обликована је у маниру академизма 20. века. Естетски квалитети се посебно огледају у богатој архитектонској пластици. Главна фасада украшена је орнаментиком у стилу барока чији је аутор ликорезац Фрања Валдман.